# Liste der Byggnadsminnen in Härnösand (Gemeinde)
Diese Liste der Byggnadsminnen in Härnösand (Gemeinde) zeigt die Baudenkmale (schwedisch Byggnadsminnen) der Gemeinde Härnösand im Osten der schwedischen Provinz Västernorrlands län mit den Ortschaften (schwedisch tätorter) Älandsbro, Härnösand, Ramvik und Utansjö. Es werden die Byggnadsminnen aufgeführt, die auf dem nationalen Denkmalregister (schwedisch Bebyggelseregistret – BeBR) gelistet sind, welches weitere Informationen zu den registrierten Baudenkmälern enthält.

## Begriffserklärung
Byggnadsminnen (schwedisch für Baudenkmale) sind in Schweden eine Art von Kulturdenkmälern, deren Erhalt und Schutz im Gesetz über die kulturelle Umwelt geregelt sind. Dazu zählen kulturhistorisch wertvolle Gebäude, Ensembles und Anlagen, die gem. den Bestimmungen des kulturminneslag (Kulturdenkmalgesetz) geschützt sind. Der Begriff unterscheidet sich insofern von der Deutung eines Baudenkmals, als das auch Parks, Gärten und andere Anlagen mit kulturhistorischen Wert als Byggnadsminnen eingestuft werden können.

## Legende

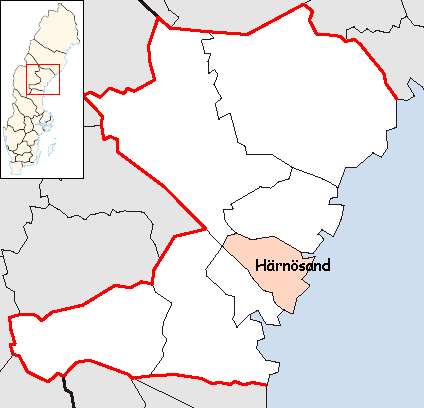
Lage der Gemeinde Härnösand

| ID           | = | ID.Nr. des Denkmalregisters (BeBR) im „Swedish National Heritage Board“ (Riksantikvarieämbetet (RAÄ)) |
| Lage         | = | Adresse, Flurstück und Koordinatenangabe des Standorts                                                |
| Bezeichnung  | = | Bezeichnung/Name des Bauwerks/Denkmals/Objekts in Landessprache (schwedisch)                          |
| Beschreibung | = | deutscher Name (Funktion/Baujahr, wenn bekannt) sowie eine kurze Beschreibung des Objekts             |
| Bild         | = | Bild des Objekts sowie Verweis auf weitere Bilder                                                     |

## Gemeinde Härnösand
| ID             | Lage                                                        | Bezeichnung          | Beschreibung | Bild           |
| -------------- | ----------------------------------------------------------- | -------------------- | --- | -------------- |
| 21300000012997 | Nybrogatan 17, 871 31 Härnösand (Juristen 6) (Karte)        | Fd. Landsarkivet     | altes Landesarchiv Härnösand (Archiv, 1935) Der Gebäudekomplex wurde 1935 errichtet und war der ehemalige Sitz des Landesarchivs Härnösand, er besteht aus einem 4-stöckigen Hauptgebäude und einem Nebengebäude. Die funktionalistische Anlage besteht aus verputztem Beton mit Fenstern an den Längsseiten und einem Satteldach. In den Räumen befand sich von 1935 bis 1983 das Landesarchiv Nord, welches dann ins Haus Rosenbäcksallén 18E umzog und sich bis heute dort befindet. Das Gebäude Nybrogatan 17 steht seit 1992 unter Denkmalschutz und beherbergt heute das schwedische Pressearchiv sowie Teile des Föreningsarkivet Västernorrland. (Link) | Weitere Bilder |
| 21300000012986 | Nybrogatan 15, 871 31 Härnösand (Juristen 6) (Karte)        | Gamla Landstatshuset | alte Landesverwaltung, (Verwaltungsgebäude, 1910) Der Gebäudekomplex besteht aus 3 Gebäuden, das 2-geschossige Hauptgebäude(1) mit Mezzanin unter dem Dach im Stil der Nationalromantik wurde 1910 für die Verwaltung des Landshövdings errichtet, jeweils um 1928 um einen Westflügel(2) und 1935 um einen Ostflügel(3) erweitert. Es war das insgesamt dritte Bauwerk für die Verwaltung, ältere Gebäude waren 1791 und 1863 im Stadtzentrum errichtet worden. Bereits seit 1935 steht das Hauptgebäude unter Denkmalschutz, 1992 und 1995 kamen auch die Nebengebäude hinzu. (Link) Einzeldenkmale siehe (1: 21400000581476, 2: 21400000581335, 3: 21400000581183) | Weitere Bilder |
| 21300000012979 | Storgatan 1B, 871 31 Härnösand (Kråkan 2) (Karte)           | Gamla Lasarettet     | altes Krankenhaus Härnosand (Krankenhaus, 1786) Das als Krankenhaus errichtete Gebäude wurde 1788 in Betrieb genommen und war damals das größte in Schweden nördlich von Stockholm. Als 2-stöckiger Holzbau mit gleichmäßiger Fassade und Dachgeschoss, ist es ein typisches Beispiel der Holzarchitektur des späten 18. Jh. Anfänglich gab es nur 9 Betten, nach einem Anbau 1853 stieg die Zahl auf 60 und 1871 auf 80. 1893 wurde das neue Härnösander Krankenhaus eingeweiht, das Haus fungierte nun als Armenhaus (bis 1915) und später als Wohnung für Gefängnispersonal. 1964 wurde das Haus ein Stück versetzt, um die Straße zu verbreitern und 1966 restauriert sowie mit einem Sitzungssaal ausgestattet, seit 1967 steht es unter Denkmalschutz und ist das älteste erhaltene Krankenhaus der Provinz (Link). | Weitere Bilder |
| 21300000012992 | Stora Torget 1, 871 30 Härnösand (Residenset 1) (Karte)     | Länsresidenset       | Landesresidenz (Wohnhaus, 1791) Der Wohnsitz des Landshövding wurde gleichzeitig mit dem Rathaus im Stil des Neoklassizismus nach Plänen von Olof Tempelman errichtet. Die Mitte der Vorder- und Rückseiten sind als Verzierung mit Dreiecksgiebeln und Pilastern geschmückt. Das Innere des Hauses ist tw. im originalen Gustavianischen Stil und tw. im neoklassizistischen Stil der Renovierung 1929 erhalten. Umfassende Renovierungen fanden 1950 und 2016 statt, bereits seit 1935 steht das Gebäude unter Denkmalschutz. (Link) | Weitere Bilder |
| 21300000016415 | Storråberget, 870 10 Älandsbro (Havsto 1:1)                 | Hemsö fästning       | Festung Hemsö, (Befestigungsanlage, 1916/1953) Die Befestigungsanlage auf der Insel Hemsön besteht aus 3 Teilen, die schon 1916 zu bauen begonnene Havstoudd Batteri (2:⊙) (heute Batterie 2, um 1960 ausgebaut), die heute als Festung Hemsö bekannte Batterie 1 (1:⊙) am Storråberget (um 1953–1957 errichtet) und eine Messstation(3:⊙) im Osten der Insel auf der Halbinsel Kläffsön. Die Anlagen wurde nach dem II. Weltkrieg als Schutz für die Mündung des Ångermanälven errichtet. In das Gestein der Insel Hemsön wurden bei der Batterie 1 eine Zentrale, Verwaltungs- und Unterkunftsbereiche sowie Gänge gesprengt, welche zu 3 Geschütztürmen mit Bofors-Kanonen führten. Die Bunkeranlagen wurden so konzipiert um einen Atomwaffenangriff zu widerstehen. Nach Modernisierungen Anfang der 1980er Jahre wurde die Anlage 1989 geschlossen. Seit 1998 steht die gesamte Anlage unter Denkmalschutz, Batterie 1 ist seit 2005 ein Museum, siehe auch ausführliche Beschreibung zu den Anlagen auf Hemsön (Link) Einzeldenkmale siehe (1:21420000029037, 2:21400000700056, 3:21420000050923) | Weitere Bilder |
| 21300000012792 | Nybrogatan 8, 871 31 Härnösand (Rådhuset 1) (Karte)         | Härnösands rådhus    | Rathaus Härnosand (Rathaus, 1790–1791) Das Gebäude wurde ursprünglich als Gymnasium gebaut und enthielt im Obergeschoss auch Räume des Domstifts, 1882 an die Gemeinde verkauft und zum Rathaus umfunktioniert. An der Vorderseite des Gebäudes befindet sich eine Rotunde, die anstelle eines vom Överintendentsämbetet (für staatliche Gebäude verantwortliche Behörde) nicht genehmigten Turm errichtet wurde. Bis 1910 waren im Gebäude auch die Telegrafenstation untergebracht; 1960 und 1983 wurde die Fassade renoviert sowie 1984 das lateinische Spruchband restauriert; seit 1982 steht das Gebäude unter Denkmalschutz, heute wird es noch als Gemeindeverwaltung genutzt. (Link) | Weitere Bilder |
| 21300000012990 | Franzéngatan 14, 871 31 Härnösand (Timmermannen 14) (Karte) | Domkapitelhuset      | Domkapitelhaus (Schule, 1842–1849) Das Gebäude wurde als Teil des Gymnasiums Härnösand an der Nygatan erbaut, ab 1882 erhielt das Bistum Härnösand das Haus und baute es zum Bürogebäude um, 1925–1926 Umbau z. B. mit größeren Saal im Obergeschoss, seit 1935 unter Denkmalschutz gestellt. Zwischen 1956 und 1958 wollte die Gemeinde das Gebäude abreißen, stattdessen verlegte man es 1973 an seinen jetzigen Standpunkt, seit 1992 mit veränderten Innenausbau erneut unter Denkmalschutz stehend. (Link) | Weitere Bilder |
| 21300000012796 | Norra Kyrkogatan 9, 871 31 Härnösand (Banken 11) (Karte)    | Nybergska huset      | Haus Nyberg (Wohnhaus, 1872) Das Holzgebäude wurde 1872 vom Kaufmann Bernard Kempe als Wohnhaus errichtet, die Fassade ist vertäfelt mit geschnitzten Fensterrahmen versehen Die erste Etage ist heute stark verändert und wird als Büro genutzt, die obere Etage ist im Stil Anfang des 20. Jahrhunderts erhalten. Das Gebäude hat einen fast quadratische Grundriss mit Eingängen in der Mitte der Fassade zur Norra Kyrkogatan und zur Hofseite. Von 1911 bis 1927 wurde das Gebäude als Gouverneurssitz genutzt; seit 2001 steht das Gebäude als typisches Beispiel der Holzbauweise für große Wohnhäuser des Bürgertums am Ende 19. Jh. unter Denkmalschutz. (Link) | Weitere Bilder |
| 21300000012794 | Brunnshusgatan 1, 871 31 Härnösand (Vinstocken 9) (Karte)   | Sankt Petrilogen     | Logenhaus St.Petri (Ordenshaus, 1871) Das Gebäude des Sankt Petri Orden (1843 gegründet) wurde aus Holz mit Einflüssen aus der Architektur der Schweiz und England errichtet. Der Orden war eine Vereinigung von Härnösander Bürgern, die in der Freizeitfischerei aktiv waren und daher den Heiligen Petrus als ihren Schutzpatron wählten. Das Haus wurde mehrfach erweitert (1877, 1885, 1887, 1910 und 1936) und 1978 und 1984 restauriert, es wird heute noch als Restaurant und Wohnhaus genutzt und steht seit 1980 unter Denkmalschutz. (Link) | Weitere Bilder |
| 21420000028203 | Lungön 292, 870 10 Älandsbro (Lungön 1:163) (Karte)         | Lungö Fyr            | Leuchtturm Lungön, (Leuchtturm, 1860–1861) ursprünglich als 9 m hoher Backsteinturm mit Wohnhaus, Nebengebäude und Keller errichtet, 1884 und 1904 Beleuchtung erneuert; alten Turm 1927 abgerissen und mit 15 m hohen Betonturm erneuert; 1964 Leuchtturm automatisiert und bis 1988 als unbemannt betrieben; seit 1996 in Privatbesitz und seit 2001 wieder beleuchtet. (ist Teil der in seiner Gesamtheit unter Denkmalschutz stehenden Zusammenstellung des nautischen Erbes Schweden). (Link) Objekt: 21420000028203 als Teil von: 21120000022752 | Weitere Bilder |